# Pseudophoenix ekmanii
Pseudophoenix ekmanii är en enhjärtbladig växtart som beskrevs av Karl Ewald Maximilian Burret. Pseudophoenix ekmanii ingår i släktet Pseudophoenix och familjen Arecaceae. IUCN kategoriserar arten globalt som akut hotad. Inga underarter finns listade i Catalogue of Life.

## Bildgalleri

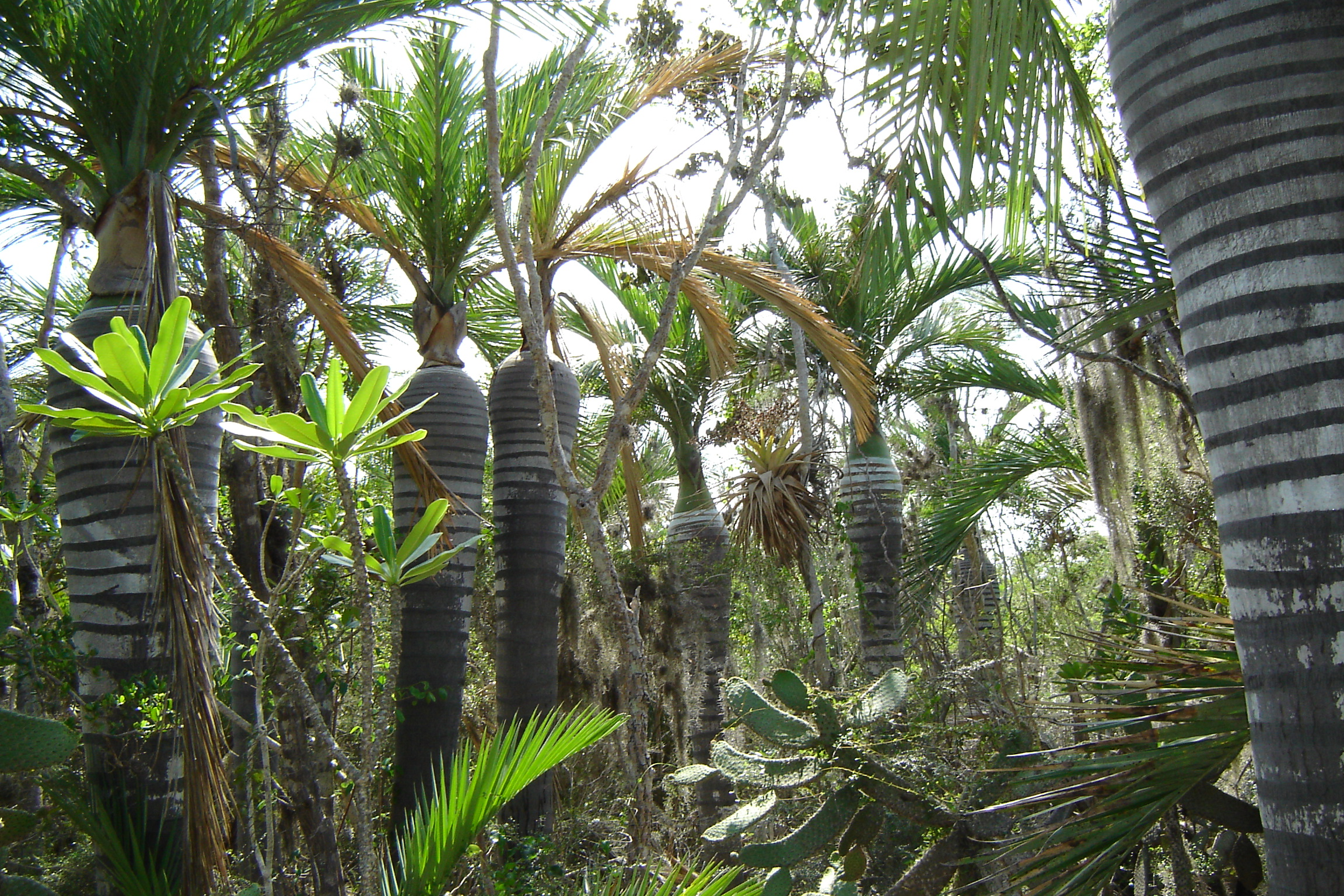